# Ludzie stamtąd
Ludzie stamtąd – zbiór opowiadań Marii Dąbrowskiej z 1926.
Zbiór składa się z 8 opowiadań, określanych też jako nowele. Akcja opowiadań rozgrywa się w tym samym czasie i miejscu (majątek ziemski pod Kaliszem na początku XX wieku) na wsi wśród ludzi z niższych warstw (służba folwarczna, robotnicy roli). Opowiadania należą do nurtu prozy psychologicznej. Bohaterowie ukazani są w sposób zindywidualizowany. Język utworów jest lekko stylizowany z elementami gwary ludowej.
W skład cyklu wchodzą opowiadania:
1. Dzikie ziele
2. Łucja z Pokucic
3. Szklane konie
4. Noc ponad światem
5. Pocieszenie
6. Tryumf Dionizego
7. Najdalsza droga
8. Zegar z kukułką